# Trollz (singolo)
Trollz è un singolo del rapper statunitense 6ix9ine e della rapper trinidadiana Nicki Minaj, pubblicato il 12 giugno 2020 come secondo estratto dal secondo album in studio di 6ix9ine TattleTales.

## Pubblicazione
Subito dopo l'uscita di Gooba, 6ix9ine aveva annunciato che presto avrebbe pubblicato il video di una nuova canzone, dichiarando anche che sarebbe stata una collaborazione. Inizialmente prevista per il 22 maggio 2020, la pubblicazione del brano è stata poi posticipata al 29 maggio; nel frattempo, dopo alcuni rumor, il rapper ha confermato che il titolo sarebbe stato Trollz. Successivamente il 3 giugno ha nuovamente posticipato l'uscita della canzone al 12 giugno, nel rispetto degli avvenimenti interessanti gli Stati Uniti d'America. Infine il 10 giugno è stata confermata la collaborazione con Nicki Minaj, con cui il rapper aveva già lavorato nei brani Fefe e Mama del 2018.

## Video musicale
Il video musicale, diretto dallo stesso interprete insieme a CanonF8 e Omar Jones, è stato reso disponibile in concomitanza con l'uscita del singolo. Minaj ha rivelato che il video è stato girato in una camera da letto di 6ix9ine durante il suo periodo di detenzione domiciliare. Nonostante i due interpreti abbiano affermato che il video musicale ha infranto il record per il maggior numero di visualizzazioni raccolte nelle prime 24 ore di disponibilità su YouTube per quanto riguarda il genere hip hop, la piattaforma ha dichiarato che ne ha accumulate soltanto 32,5 milioni, 6,4 milioni in meno rispetto a Gooba.

### Sinossi
Similmente al video di Gooba, Trollz presenta una grande varietà di colori e un tema visivo centrale arcobaleno. La clip inizia con i rapper mentre assaggiano zucchero filato. Minaj poi sfoggia varie acconciature di colore e lunghezza diversi; twerka in una jacuzzi rossa, indossa pasties che le coprono il seno e un body rosso e trasparente. 6ix9ine esegue la sua strofa e l'hook in rosso, in seguito indossa treccine bionde e arcobaleno. Il rapper ostenta inoltre i suoi soldi e il suo cavigliere.

## Tracce
Testi di Daniel Hernandez, Onika Maraj e Jeremiah Raisen.
Download digitale
1. Trollz – 3:22

Download digitale – Alternate Edition
1. Trollz (Alternate Edition) – 3:05

## Formazione
- 6ix9ine − voce
- Nicki Minaj − voce
- SADPONY − produzione
- Aubry "Big Juice" Delaine – ingegneria del suono, missaggio
- Wizard Lee – mastering

## Successo commerciale
Trollz ha esordito alla vetta della Billboard Hot 100, diventando la prima numero di 6ix9ine e la seconda di Nicki Minaj. Quest'ultima è divenuta la seconda rapper a debuttare in cima alla classifica da Lauryn Hill, che ci è riuscita nel 1998 con Doo Wop (That Thing), e la terza artista ad aver accumulato almeno due numero uno nel 2020, dopo Ariana Grande e Roddy Ricch. Nella sua prima settimana ha venduto 106 000 copie pure (incluse quelle acquistate in altri formati tramite i siti dei due interpreti), rendendola la prima numero uno digitale di 6ix9ine e la sesta della Minaj. Ha inoltre accumulato 36 milioni di riproduzioni in streaming, esordendo in questo modo alla 3ª posizione della Streaming Songs, e un'audience radiofonica pari a 1,2 milioni di ascoltatori. La settimana successiva ha registrato un calo del 92% delle vendite pure a 9 000 e del 62% delle riproduzioni streaming a 13,8 milioni, nonché un aumento del 97% degli ascoltatori via radio, scendendo al 34º posto ed ottenendo il titolo della caduta più grande dal vertice della Hot 100 statunitense, record precedentemente stabilito da Heartless di The Weeknd che è sceso dal numero uno al 17º posto a dicembre 2019; tale primato è stato poi superato da Taylor Swift con Willow che è sceso dal numero uno al 38º posto a gennaio 2021 a causa del periodo natalizio.
Nella Official Singles Chart britannica ha fatto il suo ingresso alla 12ª posizione con 23 983 unità distribuite nella sua prima settimana, di cui 6 630 provenienti dalle riproduzioni del suo videoclip, regalando al rapper la sua settima entrata in top seventyfive e alla rapper la sua cinquantasettesima. In Irlanda il brano è entrato nel medesima piazzamento, segnando il debutto più alto della settimana.

## Classifiche
| Classifica (2020) | Posizione massima |
| ----------------- | ----------------- |
| Australia         | 45                |
| Austria           | 8                 |
| Belgio (Fiandre)  | 62                |
| Belgio (Vallonia) | 67                |
| Canada            | 4                 |
| Francia           | 45                |
| Grecia            | 8                 |
| Irlanda           | 12                |
| Italia            | 60                |
| Lituania          | 40                |
| Paesi Bassi       | 51                |
| Regno Unito       | 12                |
| Repubblica Ceca   | 17                |
| Slovacchia        | 2                 |
| Stati Uniti       | 1                 |
| Svezia            | 51                |
| Svizzera          | 8                 |
| Ungheria          | 6                 |